# Hyposmocoma barbata
Hyposmocoma barbata (лат.) — вид роскошных молей эндемичного гавайского рода Hyposmocoma.

## Описание
Бабочки размахом крыльев около 15 мм. Усики бледные палево-охристые, передняя поверхность первого членики коричневатая. Щупики палево-белые. Голова грудь и крылья палево-охристые. Задние крылья коричневато-серые блестящие, реснички по их краю с легким охристым оттенком. Брюшко палево-серое. Ноги бледные палево-охристые. Кормовые растения гусениц не известны.

## Распространение
Встречается на острове Молокаи на высоте около 900 м над уровнем моря.